# Ophiomyia conspicua
Ophiomyia conspicua är en tvåvingeart som beskrevs av Spencer 1961. Ophiomyia conspicua ingår i släktet Ophiomyia och familjen minerarflugor. Inga underarter finns listade i Catalogue of Life.